# Balázs Szegedy
Balázs Szegedy é um matemático húngaro. Trabalha com combinatória e teoria dos grafos.

## Vida
Szegedy estudou matemática na Universidade Eötvös Loránd, onde obteve a graduação em 1998 e um doutorado em 2003, orientado por Péter Pál Pálfy, com a tese "On the Sylow and Borel subgroups of classical groups". No pós-doutorado esteve no Instituto de Matemática Alfréd Rényi da Academia de Ciências da Hungria, de 2003 ab 2005 na Microsoft Research, no Instituto de Estudos Avançados de Princeton (2005/2006) e a partir de 2006 foi professor assistente e a partir de 2011 professor associado da Universidade de Toronto no campus de Scarborough. Em 2013 retornou para o Instituto de Matemática Alfréd Rényi.
Recebeu em 2013 o Prêmio Coxeter–James e em 2012 com László Lovász o Prêmio Fulkerson (pelo artigo Limits of dense graph sequences, Journal of Combinatorial Theory, Serie B, Vol. 96, p. 933–957, 2006).